# Roger Adrià
Roger Adrià Oliveras (Barcelona, 18 de abril de 1998) es un ciclista español que compite con el Red Bull-BORA-hansgrohe.

## Trayectoria
Destacó como amateur en las filas del conjunto Lizarte consiguiendo victorias como el Memorial Pascual Momparler y la Copa de España de Ciclismo. 
Debutó como profesional en 2020 con el equipo Kern Pharma. En la tercera etapa de la Vuelta a Burgos, se dio a conocer al gran público del ciclismo tras una cabalgada en solitario camino de la meta en el Picón Blanco. La hazaña de Adrià, aunque no llegó a culminarse con éxito, fue reconocida por los aficionados y los medios de comunicación.[cita requerida]
El 17 de junio de 2022 logró su primera victoria como profesional al vencer en la segunda etapa de la Ruta de Occitania. Además, este triunfo le permitió colocarse como líder de la clasificación general.

## Palmarés
2022
- 1 etapa de la Ruta de Occitania

2024
- Gran Premio de Valonia

2025
- 3.º en el Campeonato de España en Ruta
- 1 etapa de la Vuelta a Burgos

## Resultados

### Grandes Vueltas
| Carrera | Carrera         | 2020 | 2021 | 2022 | 2023 | 2024 | 2025 |
| ------- | --------------- | ---- | ---- | ---- | ---- | ---- | ---- |
|         | Giro de Italia  | —    | —    | —    | —    | —    | —    |
|         | Tour de Francia | —    | —    | —    | —    | —    | —    |
|         | Vuelta a España | —    | —    | Ab.  | —    | 43.º | —    |

### Vueltas menores
| Carrera | Carrera              | 2020 | 2021 | 2022 | 2023 | 2024 | 2025  |
| ------- | -------------------- | ---- | ---- | ---- | ---- | ---- | ----- |
|         | Tour Down Under      | —    | X    | X    | —    | 18.º | —     |
|         | Tirreno-Adriático    | —    | —    | —    | —    | —    | 48.º  |
|         | Volta a Cataluña     | X    | Ab.  | 73.º | 44.º | —    | —     |
|         | Vuelta al País Vasco | X    | 76.º | Ab.  | —    | Ab.  | 103.º |
|         | Tour de Romandía     | X    | —    | —    | —    | 38.º | —     |
|         | Vuelta a Suiza       | X    | —    | —    | —    | 37.º | Ab.   |

### Clásicas y Campeonatos
| Carrera                  | Carrera                  | 2020 | 2021 | 2022 | 2023 | 2024 | 2025 |
| ------------------------ | ------------------------ | ---- | ---- | ---- | ---- | ---- | ---- |
| Omloop Het Nieuwsblad    | Omloop Het Nieuwsblad    | —    | —    | —    | —    | —    | 23.º |
| Strade Bianche           | Strade Bianche           | —    | —    | —    | —    | —    | 10.º |
|                          | Milán-San Remo           | —    | —    | —    | —    | —    | 24.º |
| Amstel Gold Race         | Amstel Gold Race         | X    | —    | —    | —    | 14.º | Ab.  |
| Flecha Valona            | Flecha Valona            | —    | —    | —    | 12.º | 26.º | 55.º |
|                          | Lieja-Bastoña-Lieja      | —    | —    | —    | 39.º | 82.º | 27.º |
| Gran Premio de Fráncfort | Gran Premio de Fráncfort | X    | —    | —    | —    | 5.º  | —    |
| Clásica San Sebastián    | Clásica San Sebastián    | X    | 41.º | 11.º | 46.º | 40.º | —    |
| París-Tours              | París-Tours              | —    | —    | —    | 21.º | —    |      |
|                          | Giro de Lombardía        | —    | —    | —    | —    | 11.º |      |
| Mundial en Ruta          | Mundial en Ruta          | —    | 59.º | 77.º | Ab.  | 11.º |      |
| Europeo en Ruta          | Europeo en Ruta          | —    | 29.º | —    | —    | —    |      |
| España en Ruta           | España en Ruta           | 10.º | 5.º  | 5.º  | 6.º  | 6.º  | 3.º  |
| España Contrarreloj      | España Contrarreloj      | 8.º  | 9.º  | —    | —    | —    | —    |

 —: No participa

Ab.: Abandona

X: Ediciones no celebradas

## Equipos
- Kern Pharma (2020-2023)
- Bora-Hansgrohe (2024-)
  - Bora-Hansgrohe (2024)[5]
  - Red Bull-BORA-hansgrohe (2024-)[6]